# Hans-Joachim Mertens (Rechtswissenschaftler)
Hans-Joachim Mertens (* 25. Juli 1934 in Guben; † 21. September 2022) war ein deutscher Rechtswissenschaftler und emeritierter Professor an der Johann Wolfgang Goethe-Universität Frankfurt am Main.

## Leben
Mertens studierte ab 1954 Rechtswissenschaft in Kiel und Lausanne. Das Studium schloss er 1957 mit dem ersten juristischen Staatsexamen ab. Im Februar 1961 wurde er an der Universität Kiel mit einer Arbeit zur Selbstbindung der Verwaltung auf Grund des Gleichheitsgrundsatzes zum Dr. iur. promoviert. Nach dem zweiten juristischen Staatsexamen, die er im Juli 1961 in Hamburg ablegte, war Mertens zunächst Referent bei der Bundesstelle für Außenhandelsinformation. 1963 wurde er wissenschaftlicher Mitarbeiter bei Hermann Lange an der Universität Mainz, wo er sich 1966 mit einer Arbeit zum Begriff des Vermögensschadens im bürgerlichen Recht habilitierte. Im darauffolgenden Jahr nahm Mertens einen Ruf an die Universität Lausanne an. 1969 wechselte er an die Universität Frankfurt am Main, wo er bis zu seiner Emeritierung den Lehrstuhl für Bürgerliches Recht, Wirtschaftsrecht, Handelsrecht, Rechtsvergleichung, internationales Privatrecht, Schadensersatzrecht und Kapitalgesellschaftsrecht innehatte.
Mertens war als Autor an zahlreichen Kommentierungen zum Delikts-, Schadens-, Aktien- und GmbH-Recht beteiligt. Er war Mitherausgeber der Zeitschrift Die Aktiengesellschaft.
Bei ihm promovierten u. a. Ursula Stein und habilitierten sich u. a. Andreas Cahn, Erich Schanze, Martin Schulz und Gerald Spindler.
Mertens war verheiratet und hat eine Tochter.

## Schriften
- Die Selbstbindung der Verwaltung auf Grund des Gleichheitssatzes. Heitmann, Hamburg 1963.
- mit Ursula Stein: Das Recht des Geschäftsführers der GmbH. 2. Auflage, de Gruyter, Berlin und New York 1997, ISBN 3-11-015550-8